# Mobarakin
Mobarakin (perski: مباركين) – wieś w Iranie, w ostanie Hamadan. W 2006 roku miejscowość liczyła 149 mieszkańców w 42 rodzinach.